# Parque nacional Alto Purús
El parque nacional Alto Purús (PNAP) es un parque nacional en la Amazonía del Perú, creado el 20 de noviembre de 2004. Está habitado por grupos de pueblos indígenas, entre los cuales hay algunos que han evitado el contacto con el mundo exterior.

## Objetivo
Conservar una muestra representativa del bosque húmedo tropical y sus zonas de vida transicionales, los procesos evolutivos que en ellas se desarrollan, así como especies de flora y fauna endémicas y amenazadas. Proteger el área donde habitan indígenas voluntariamente aislados. Proteger los cursos de agua que se encuentran al interior del ANP. Desarrollar trabajos de investigación, educación y turismo.

## Descripción
El parque está situado en las provincias de Purús y Atalaya en el departamento de Ucayali, y la provincia de Tahuamanu en el departamento de Madre de Dios.
Es atravesado por el río Purús. Ha habido informes de la tala ilegal de caoba en el parque.
En la zona se estima una población humana de 3600 habitantes siendo el 75 % indígenas. Los pueblos indígenas son culinas, cashinahuas, sharanahuas, mastanahuas, amahuacas, ashánincas y chaninahuas que por lo general se asientan en los ríos Purús y Curanja. Asimismo, se ha reportado población indígena no contactada de mashcos.
Geográficamente se encuentra sobre llanura aluvial que, debido a la actividad meándrica, presenta colinas con laderas de pendiente fuerte. Los bosques contienen bosque húmedo tropical, bosque en galería y bosques de palmas.
Entre su flora se destacan las especies Iriartea deltoidea, Astrocaryum murumuru y Attalea butyracea. En fauna incluye a 400 especies de aves, 132 especies de mamíferos, 78 especies de anfibios y 18 especies de reptiles.